# Caproni Ca.53
Il Caproni Ca.53 era un ricognitore veloce e bombardiere monomotore triplano  sviluppato dall'azienda italiana Aeronautica Caproni nei tardi anni dieci del XX secolo e rimasto allo stadio di prototipo.

## Storia
Nel 1917 la Direzione tecnica dell'aviazione militare del Regio Esercito emise una specifica per la fornitura di un nuovo velivolo da bombardamento in grado di trasportare un carico bellico di 400 kg in bombe da caduta alla velocità di 200 km/h.

### Sviluppo
Per rispondere all'esigenza Giovanni Battista Caproni progettò un modello dall'impostazione classica, monomotore ad elica traente con struttura in legno ricoperta in compensato e tela trattata, caratterizzato dalla velatura triplana adatto al bombardamento leggero, alla ricognizione aerea veloce ed alla caccia. Le misure compatte rispetto ai grandi bombardieri triplani tipo Ca.40 e derivati gli valsero il soprannome di "triplanino".
Il modello inoltre integrava alcune tecnologie innovative brevettate dallo stesso Caproni. Il carrello d'atterraggio integrava un dispositivo meccanico che, al momento del contatto al suolo del velivolo durante l'atterraggio, per prevenire un possibile capovolgimento spingeva in avanti l'asse delle ruote. Inoltre disponeva di un dispositivo che permetteva lo sgancio in volo del serbatoio di combustibile in situazioni di emergenza come un principio di incendio.
Il prototipo, identificato dall'azienda come Ca.53, venne completato nel 1918 e portato in volo in quello stesso anno dal campo di aviazione di Taliedo. Il modello, che nella sua prima fase di sviluppo venne equipaggiato con diversi motori, suscitò l'interesse anche delle forze armate statunitensi e britanniche. Venne ipotizzato anche l'installazione di un più potente motore Fiat A.14 da 700 CV (515 kW), con il quale si prevedeva di raggiungere una velocità massima pari a 240 km/h, tuttavia, sia probabilmente per la necessità di dare priorità alla costruzione dei grandi bombardieri che per il termine della prima guerra mondiale, il Ca.53 non venne avviato alla produzione in serie.
Nell'immediato dopoguerra Caproni avviò il progetto di due modelli derivati, il Ca.54, destinato all'aviazione civile con la fusoliera adattata al trasporto passeggeri, ed il Ca.55, versione idrovolante a galleggiante centrale, entrambe però rimaste sul tavolo da disegno per la grave flessione del mercato dell'aviazione.

## Descrizione tecnica
Il Ca.53 era un velivolo di impostazione, per l'epoca e per il ruolo, classica: monomotore, biposto a velatura triplana e carrello fisso.
La fusoliera, di sezione rettangolare, era realizzata con struttura lignea ricoperta da pannelli di compensato e caratterizzata dalla presenza di due abitacoli aperti in tandem, l'anteriore riservato al pilota ed il posteriore per il mitragliere di coda, quest'ultimo dotato anche di una postazione inferiore ventrale. Integrati nella struttura erano lo scompartimento ed il dispositivo di lancio bombe. Posteriormente terminava in un impennaggio classico monoderiva caratterizzato da un unico piano orizzontale controventato da una coppia di aste a "V" per lato.
La configurazione alare era triplana, con l'ala superiore, montata alta a parasole, l'intermedia, montata alta sulla fusoliera, e quella inferiore, montata bassa sulla fusoliera, di eguale apertura, tutte dotate di alettoni e collegate tra loro da tre montanti per lato integrati da cavetti in acciaio.
Il carrello d'atterraggio era fisso, montato su una struttura tubolare al di sotto della fusoliera, dotato di ruote di grande diametro e dispositivo meccanico anticappottata ed integrato posteriormente da un pattino d'appoggio posizionato sotto la coda.
La propulsione era originariamente affidata ad un motore Liberty L-12, un 12 cilindri a V di 45° raffreddato a liquido in grado di erogare una potenza pari a 450 hp (335 kW), posizionato all'apice anteriore della fusoliera ed abbinato ad un'elica quadripala in legno a passo fisso.
L'armamento offensivo consisteva in un carico di bombe aeronautiche a caduta libera, quello difensivo era costituito da un paio di mitragliatrici a disposizione del secondo membro dell'equipaggio, una posizionata superiore in torretta ed una sul fondo della fusoliera per tiro in depressione.

## Versioni
Ca.53
prima versione, inizialmente equipaggiata con un motore Liberty L-12 in seguito con un Franco Tosi FT.V.12 da 420 CV.
Ca.53 a
versione che adottava una cellula a struttura rigida dotata di diedro verticale.